# Herrarnas 81 kg i tyngdlyftning vid olympiska sommarspelen 2020
Herrarnas tyngdlyftning i 81-kilosklassen vid olympiska sommarspelen 2020 hölls den 31 juli 2021 i Tokyo International Forum i Tokyo.
Lü Xiaojun från Kina tog guld, dominikanska Zacarías Bonnat tog silver och Antonino Pizzolato från Italien tog brons.

## Tävlingsformat
Varje tyngdlyftare får tre försök i ryck och stöt. Deras bästa resultat i de båda lyften kombineras till ett totalt resultat. Om någon tävlande misslyckas att få ett godkänt lyft, så blir de utslagna. Ifall två tyngdlyftare hamnar på samma resultat, är idrottaren med lägre kroppsvikt vinnare.

## Rekord
Innan tävlingens start gällde följande rekord.
| Världsrekord | Ryck   | Li Dayin (CHN)   | 175 kg | Tasjkent, Uzbekistan | 21 april 2021     |
| Världsrekord | Stöt   | Lü Xiaojun (CHN) | 207 kg | Pattaya, Thailand    | 22 september 2019 |
| Världsrekord | Totalt | Lü Xiaojun (CHN) | 378 kg | Pattaya, Thailand    | 22 september 2019 |

## Resultat
| Placering | Idrottare              | Nation                  | Grupp | Kroppsvikt | Ryck (kg) | Ryck (kg) | Ryck (kg) | Ryck (kg) | Stöt (kg) | Stöt (kg) | Stöt (kg) | Stöt (kg) | Totalt   |
| Placering | Idrottare              | Nation                  | Grupp | Kroppsvikt | 1         | 2         | 3         | Resultat  | 1         | 2         | 3         | Resultat  | Totalt   |
| --------- | ---------------------- | ----------------------- | ----- | ---------- | --------- | --------- | --------- | --------- | --------- | --------- | --------- | --------- | -------- |
| 1         | Lü Xiaojun             | Kina                    | A     | 80,75      | 165       | 165       | 170       | 170 0OR0  | 197       | 204       | 210       | 204 0OR0  | 374 0OR0 |
| 2         | Zacarías Bonnat        | Dominikanska republiken | A     | 80,90      | 158       | 163       | 163       | 163       | 198       | 202       | 204       | 204       | 367      |
| 3         | Antonino Pizzolato     | Italien                 | A     | 80,90      | 165       | 165       | 168       | 165       | 200       | 203       | 210       | 200       | 365      |
| 4         | Harrison Maurus        | USA                     | A     | 80,95      | 153       | 158       | 161       | 161       | 195       | 200       | 205       | 200       | 361      |
| 5         | Brayan Rodallegas      | Colombia                | A     | 80,80      | 163       | 168       | 168       | 163       | 195       | 196       | 200       | 196       | 359      |
| 6         | Ritvars Suharevs       | Lettland                | A     | 80,90      | 158       | 158       | 163       | 163       | 190       | 195       | 198       | 195       | 358      |
| 7         | Nico Müller            | Tyskland                | A     | 80,90      | 155       | 159       | 161       | 159       | 190       | 195       | 195       | 195       | 354      |
| 8         | Andrés Mata            | Spanien                 | A     | 80,70      | 154       | 158       | 161       | 158       | 189       | 189       | 189       | 189       | 347      |
| 9         | Erkand Qerimaj         | Albanien                | B     | 80,55      | 151       | 155       | 157       | 157       | 181       | 185       | 187       | 181       | 338      |
| 10        | Amur Salim Al-Khanjari | Oman                    | B     | 81,00      | 130       | 137       | 140       | 140       | 170       | 176       | 177       | 177       | 317      |
| 11        | Cameron McTaggart      | Nya Zeeland             | B     | 80,80      | 135       | 140       | 145       | 140       | 170       | 175       | 178       | 175       | 315      |
| 12        | Ramzi Bahloul          | Tunisien                | B     |            | 136       | 140       | 140       | 136       | 164       | 171       | —         | 164       | 300      |
| —         | Rejepbaý Rejepow       | Turkmenistan            | A     | 80,95      | 160       | 164       | 167       | 164       | 195       | 195       | 198       | —         | —        |
| —         | Arley Méndez           | Chile                   | A     | 81,00      | 160       | 163       | 165       | 160       | 190       | 190       | 190       | —         | —        |